# Дойче Банк Хоххаус
Дойче Банк Хоххаус (на немски: Deutsche-Bank-Hochhaus) е административна сграда в град Франкфурт на Майн, Германия, в която се намира централата на Дойче Банк.
Небостъргачът с височина 155 m се състои от 2 отделни кули с по 38 и 40 етажа. Разположен е в непосредствена близост с историческия център на града.
Построен е през 1979-1984 година в модернистичен стил по проект на архитектите Валтер Ханиг, Хайнц Шайд и Йоханес Шмит.